# RS Colin Archer

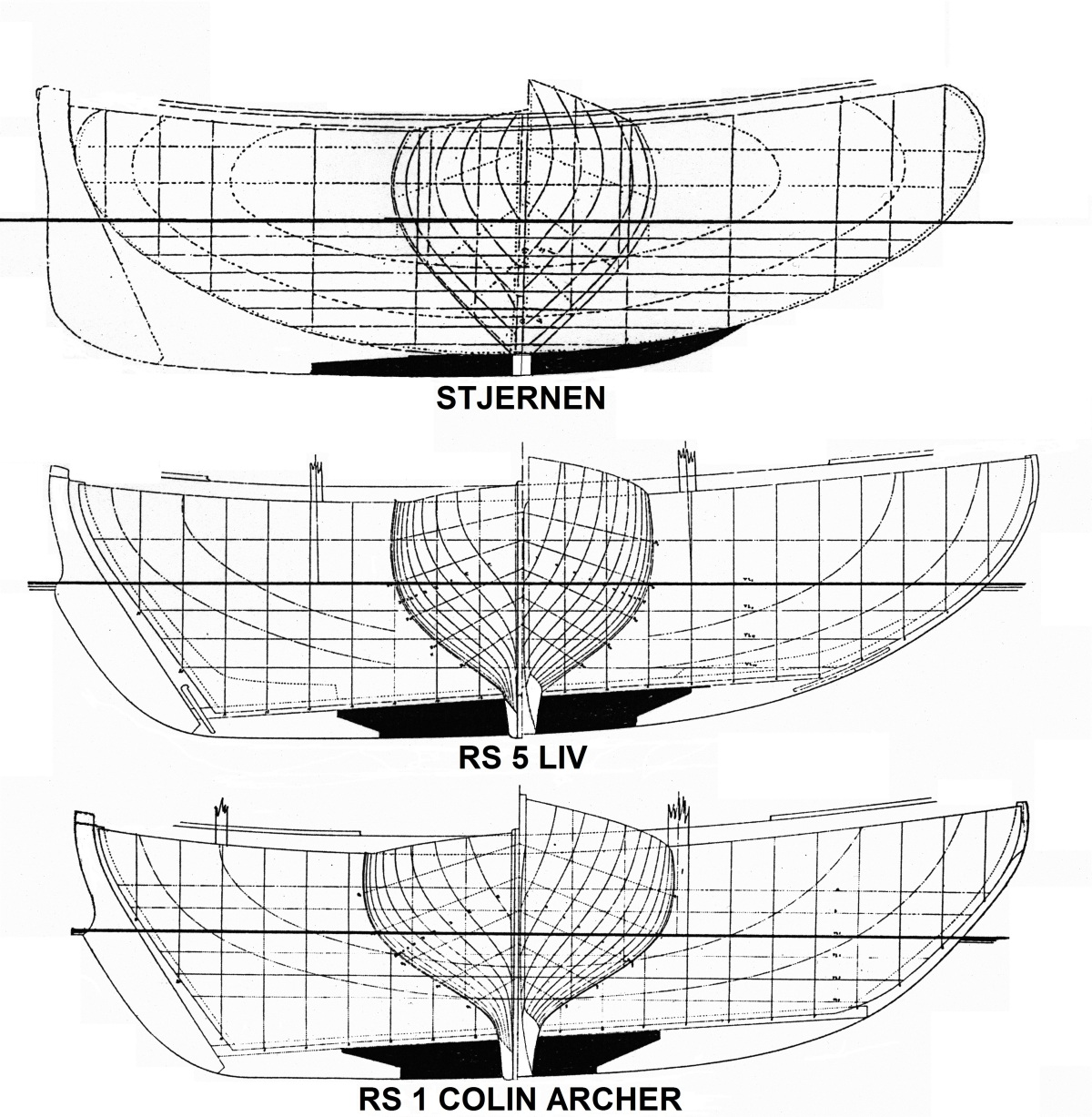
Alternativa förslag 1892 till räddningsskuta, med Colin Archers underst.

RS 1 Colin Archer är ett norskt galeasriggat tidigare sjöräddningsfartyg. 
Norsk Selskap til Skibbrudnes Redning, som bildats i juli 1891, arrangerade året därpå en tävling för att få fram en typ av fartyg att användas för räddningsinsatser, baserade på existerande lotsbåtar. Tävlingen ansågs inte ha frambringat tillräckligt bra förslag, varför Colin Archer i Larvik fick i uppdrag att rita ett alternativ. Archers förslag stod sig bäst i en jämförelse med tävlingsförslagen, och 1893 sjösattes RS Colin Archer som den första norska räddningsskutan. Hon fick Vardø i Finnmark som första hemmahamn.
RS Colin Archer är 14 meter lång och tvåmastad, med 111 kvadratmeter segelarea.
RS Colin Archer var i tjänst för Redningsselskapet till 1933, under hela perioden utan motor, varefter hon såldes. Hon återfanns i USA 1961 i uselt skick och köptes tillbaka till Norge och användes under några år som sjöscoutbåt. År 1972 köptes hon av Norsk Maritimt Museum i Oslo och sköts sedan 1973 av föreningen Seilskøyteklubben Colin Archer som ett seglande museum. 
Skrovet renoverades 1977 och inredningen 1993. Hon är k-märkt.